# Harald Klak
Harald (i senere historieskrivning Harald Klak død ca. 842) var dansk medkonge 812- 813, 819-823 og 826–827) men levede store dele af sit liv i eksil i Rüstringen som lensmand for Frankerriget.

## Baggrund
Han kan have været søn af Halfdan. Han var barnebarn eller nevø (latin: nepos) af en tidligere kong Harald (måske Harald 1. Hildetand), bror til Anulo og til Reginfred og onkel til Rorik af Dorestad. Han er formentlig født i 790'erne.

## Første regeringsperiode
Efter den danske kong Hemmings død i 812 forsøgte Haralds bror Anulo at bemægtige sig kongemagten, men Godfreds nevø Sigfred ville også have riget. Anulo og Sigfred mødtes i et stort slag, som Anulos hær vandt. Begge døde dog, så Harald blev i stedet kåret til samkonge med sin bror Reginfred.
Godfreds sønner (deriblandt Horik 1.) havde i mellemtiden holdt sig skjult i Sverige. Men da Harald og Reginfred var rejst til den norske Vestfold (den yderste grænse af deres rige) for at neddæmpe et oprør og indsætte egne tillidsmænd, erobrede Godfreds sønner landet. Harald og Reginfred blev fordrevet kort efter. Harald og Reginfred vendte året efter tilbage med en hær for at generobre landet. Det lykkedes dem at få dræbt den ældste af Godfreds sønner, men Reginfred blev også dræbt, og sønnernes hær endte med at vinde slaget, så Harald måtte igen flygte og søge hjælp andetsteds.
Harald søgte støtte hos den frankiske konge Ludvig den Fromme. Ludvig den Fromme sagde ja til at hjælpe ham på den betingelse, at Harald, når han var blevet konge, ville anerkende kejseren som overherre. Det lovede Harald, og han gik i 815 ind i Jylland med en frankisk hær for at erobre Danmark og gøre det til et frankisk len. Men Godfredsønnerne havde trukket sig tilbage til en ø, der lå tre mil fra fastlandet (sandsynligvis Fyn) med deres flåde som beskyttelse, og frankerne trak sig tilbage efter at være blevet angrebet i baglandet.

## Anden regeringsperiode
I 819 lykkes det Harald at blive medkonge med to af Gudfreds sønner (den ene var Horik 1.) på grund af splittelse mellem dem. De to andre Gudfredsønner blev jaget ud af landet. Men det holdt kun til 824, hvor Harald selv blev jaget væk. Han rejste på ny til kejser Ludvig og bad ham om hjælp. Som betingelse for at hjælpe Harald satte Ludvig, at han lod sig døbe. Harald på sin side satte som betingelse, at han fik grevskabet Rüstringen ved floden Wesers udløb i Nordsøen som len.

## Haralds dåb
I 826 lod Harald sig døbe ved et kirkemøde i Ingelheim. Som et led i dåbsfesten måtte Harald pro forma overdrage overhøjheden over sit endnu ikke vundne danske rige til Ludvig den Fromme. Ligeledes udpegedes to munke, Ansgar og Aubert, som skulle følge med til Danmark under erobringsforsøget for at oplære danerne i kristendommen.
Imidlertid mislykkedes Harald Klaks forsøg på at vinde magten i Danmark. Godfreds sønner genvandt magten helt ned til Ejderen i 827. Dog fik Harald gennemført udplyndringen af nogle landsbyer nord for Ejderen måske i et forsøg på at forhindre, at der blev indgået en fredsaftale mellem de danske konger og Frankerriget. Også det mislykkedes: i 831 nåede danske udsendinge frem til kejserhoffet for at få kejseren til at ratificere en overenskomst mellem de to lande. Kort efter døde den ene danske konge, og Horik 1. var nu dansk enekonge. Samtidig var Harald Klaks muligheder for at blive dansk konge blevet forsvindende små.

## Viking og lejesoldat
Rüstringen lå strategisk ved søvejen mellem det danske rige og Frankerriget. Det ville dermed kunne bruges til at styre søfarten mellem de to lande. Samtidig lå Rüstringen velegnet som base eller udgangspunkt for angreb på begge lande.
Frankerriget blev ramt af stridigheder i kejserfamilien som følge af arvedelingsspørgsmål: kejser Ludvig den Fromme og hans søn Karl kom til at stå over for tre andre sønner Pipin, Lothar 1. og Ludvig den Tyske. Ved slaget ved Lügenfeld led kejseren nederlag og endte i fangenskab. I 837 kom det til en ny arvedeling, hvorved Karl og Pipin kom til at stå sammen med faderen. I 838 døde Pipin. Han overlod ikke sit område Akvitanien til Karl men til sin søn Pipin 2.. Lothar og Ludvig sluttede forlig med faderen. Midt under kejserens forsøg på at vinde kontrollen over sit land blev Vestfrisland i 834 angrebet af en vikingeflåde. Årbøgerne oplyser:
"De drog over Utrecht til handelspladsen Dorestad, plyndrede overalt, de dræbte nogle af indbyggerne, førte andre bort som fanger og ødelagde en del af byen ved ildebrand."
Nye angreb på Dorestad fandt sted i 835. Kejseren, der var blevet genindsat, beordrede organiseringen af kystforsvaret i orden, men det hjalp ikke: nye angreb på Dorestad skete i 836, hvor byen blev brandskattet og igen i 837. Samme år angreb de Walcheren. Fuldaårbøgerne oplyser:
"Da de havde opholdt sig der  i nogen tid og udskrevet skat som de fandt det for godt, drog de med samme vildskab til Dorestad og inddrev skatterne på samme måde."
"De dræbte den 20. juni Ekkehard, stedets greve, og Hemming, Halfdans søn, samt mange andre..."
Frankerne mistænkte den danske konge Horik 1. for at stå bag, men det var ikke ham; det var Harald Klak. Det ser ud til, at angrebene havde to formål, dels som en afledningsmanøvre for at forhindre kejser Ludvig den Fromme i at få tid til og mulighed for at gennemføre en planlagt straffeekspedition mod sin søn Lothar (Rüstringen lå i et område under Lothars kontrol), dels som afpresning fordi Harald Klak gerne ville have Frisland og Dorestad som len. Det mislykkedes imidlertid. Da kejseren i 837 indgik forlig med sine to sønner, Lothar 1. og Ludvig den Tyske, fastholdt han, at Harald Klaks nevø, Rorik, skulle være lensmand over Frisland og Dorestad. Lothar måtte standse Harald Klaks plyndringstog i Vestfrisland, men lod ham fortsat plyndre Walcheren.
I begyndelsen af 840'erne fandt flere vikingeangreb sted på Frankerriget: Rouen i 841, Rouen og Quentovic i 842 og Nantes i 843. Disse vikinger var fra Norge, sandsynligvis Vestfold i Oslofjorden. Eftersom Harald i 812 sammen med broderen Reginfred forud for sin fordrivelse fra magten i Danmark havde taget kontrollen over dette område og indsat egne tillidsfolk, er det muligt, at disse vikinger nu optrådte på Haralds opfordring. Det er muligt, at Lothar havde håbet at kunne bruge dem i sit magtspil, men det viste sig snart, at de ikke lod sig styre.

## Lensmand over Walcheren
Da Lothar efter Ludvig den Frommes død i 840 søgte at hævde sig som kejser, blev han mødt af en alliance mellem Karl den Skaldede og Ludvig den Tyske. Han søgte tilflugt i kongsgården ved Aachen hvor han søgte alliance med en del af sakserne. Sandsynligvis ved samme lejlighed - her ifølge Sankt Bertinårbøgerne - overdrog han som len Walcheren til Harald Klak. Fra annalerne lyder det under året 841:
"Harald, som med de andre danske sørøvere i en del år til egen fordel havde påført Frisland og andre kristnede kystegne så mange ulykker til besvær for [Lothars] fader, gav [Lothar] for denne fortjeneste Walcheren og nogle nærliggende bebyggelser til len. Det er i sandhed en handling, som fortjener afsky, at de, som havde påført de kristne ondt, blev sat til at lede kristne lande og folk og Kristi kirke, så at forfølgerne af den kristne tro blev herrer over kristne, og at kristne folk måtte tjene afgudstilbederne..."
Ifølge diplomaten og historieskriveren Nithard skal Harald have generobret de sydligste danske egne - Silendi, sandsynligvis old-frisisk for Zeeland eller eventuelt øen Sild
 - og indkaldt mange normanner til tjeneste i Sachsen. Ligeledes skal han have haft planer om at slutte daner og saksere sammen, men projektet måtte opgives, da Ludvig den Tyske foretog en straffeekspedition i Sachsen og nedkæmpede enhver tendens til oprør.

## Død og begravelse
Harald Klaks dødsår er ukendt.
Det er blevet foreslået, at Harald Klak kan være begravet i en bådkammergrav syd for Halvkredsvolden omkring Hedeby. Konkret bevis for en sådan kobling kan dog være svært at pege på.
Hans ældste søn, Godfred, overtog lenet Walcheren efter hans død og støttede i begyndelsen Lothar, men Lothar opsagde senere hans stilling som lensmand.

## Tilnavnet "Klak"
I nordisk overlevering fra 1000-tallet[kilde mangler] har Harald tilnavnet "Klak".
Betydningen er ukendt, men kan have noget at gøre med det urgermanske lydord "klakan", der betyder et smæld. Det kom senere på oldnordisk til at betyde "noget der brister med et smæld" og videreudviklet for noget, der er svagt eller kraftløst; hvilket passer godt på Harald, da han gang på gang søger hjælp hos Ludvig den Fromme i stedet for at klare sig selv. Denne betydning findes i nogle svenske dialekter.

## Efterslægt
Harald Klak og hans dronnings ældste søn hed Godfred.
Harald har muligvis haft en datter Thyrni, der kan være blevet gift med kong Sigurd Hjort af Ringerike i Norge. Dermed blev hun mormor til Harald Hårfager, den første konge der samlede Norge til ét rige.
Foruden dem havde Harald Klak muligvis yderligere efterslægt.

## Fodnoter
1. ↑  Om Harald Klaks fars identitet angiver Poul Engelhardt, at den tidligere kong Haralds sønner var Rørek og Thronder, og at Harald Klaks far må have været en af dem[3], mens Peter Lawætz når frem til, at Halfdan var Rørik og Thronds yngre bror, og at Halfdan således var far til Harald Klak.[4] Carl Engholm derimod angiver Rørek som far til Harald Klak[5], mens Halfdan hos Engholm angives som en fætter til Harald Klaks far (Lawætz har også en Halfdan som fætter til Rørik, Thrond og Halfdan, men opererer derved med to Halfdaner, der var fætre).